# Selenova kiselina
Selenova kiselina je hemijsko jedinjenje sa formulom 
2
4. Ona je oksokiselina selena, i njena struktura se preciznije opisuje sa
2
2.
Kao što je predviđeno VSEPR teorijom, selenski center je tetraedralan, sa Se–O dužinom veze od 161 . U čvrstom stanju, njeni kristali imaju rombičnu strukturu.

## Priprema
Usled nestabilnosti selen trioksida, nije praktično sintetisati selenovu kiselinu rastvaranjem selen trioksida u vodi, poput načina na koji se sintetiše sumporne kiseline rastvaranjem sumpor trioksida. Umesto toga ona se priprema oksidacijom jedinjenja selena na nižim oksidacionim stanjima.
Selenova kiselina se može pripremiti oksidacijom selen dioksida koristeći vodonik peroksid:

2 + 
2O
2 → 
2
4
Da bi se dobila anhidratna kiselina kao kristalni materijal, rezultujući rastvor se uparava na temperaturama ispod 140 °C u vakuumu.
Selenova kiselina se isto tako može pripremiti oksidacijom selenaste kiseline (
2
3) halogenima, kao što su hlor ili brom, ili sa kalijum permanganatom. Korišćenje hlora ili broma kao oksidicionih agensa proizvodi hlorovodoničnu ili bromovodoničnu kiselinu kao sporedni proizvod. Ovu kiselinu je neophodno ukloniti iz rastvora pošto ona može da redukuje selenovu kiselinu do selenaste kiseline.
Još jedan metod pripreme selenove kiseline je oksidacija elementarnog selena u vodenoj suspenziji hlora:

## Hemija
Poput sumporne kiseline, selenova kiselina je jaka kiselina koja je higroskopna i ekstremno rastvorna u vodi. Koncentrovani rastvori su viskozni. Kristalni mono- i di-hidrati su poznati. Monohidrat se topi na 26 °C, a dihidrat na −51.7 °C.
Selenova kiselina se razlaže na oko 200 °C:

## Literatura
- Yost, Don M. (2007). Systematic Inorganic Chemistry. Read Books. стр. 343—346. ISBN 978-1-4067-7302-6.
- Wickleder, Mathias S. (2007).  Francesco A. Devillanova, ур. Handbook of chalcogen chemistry: new perspectives in sulfur, selenium and tellurium. Royal Society of Chemistry. стр. 353. ISBN 978-0-85404-366-8.
- Anil Kumar De (2003). A Text Book of Inorganic Chemistry. New Age International. стр. 543—545. ISBN 978-81-224-1384-7.